# 額兵隊
額兵隊（がくへいたい）は、江戸時代末期（幕末）に仙台藩で結成された洋式銃隊（西洋式軍隊）である。

## 概要
鳥羽・伏見の戦いの後、反薩長の立場であった仙台藩は危機感を覚え、戦争準備と装備の近代化の必要を痛感し、洋式部隊の編制に着手した。西洋砲術や歩兵術を学んでいた星恂太郎を横浜より呼び戻して、慶応4年（1868年）4月に額兵隊を結成した。
恂太郎が横浜で仕入れてきた元込め式のスナイドル銃を装備した最新鋭の部隊で、隊士はイギリス式調練を受け、イギリス軍に倣った赤黒リバーシブルのラシャ製の軍服を着用したことで知られている。隊員は家中の次男、三男から募り、6個小隊編成で総員約800名。士官隊の他、四斤施線式砲2門、榴弾砲1門、砲兵や工兵だけでなく、軍楽隊まで編成されていた。
戊辰戦争では、東北地方での戦闘を前に仙台藩が奥羽越列藩同盟の義を破って降伏したため、活躍の場は失われた。しかしこれに隊長の星恂太郎以下は激怒して反乱を起こした。相馬口へと南下して相馬城を占領。慌てた藩主伊達慶邦らの説得によって、仙台で戦端を開くのは諦めた。しかし額兵隊の存在は恭順の意を示したい仙台藩にとって邪魔であり、星恂太郎を暗殺するという風評が立って、額兵隊は動揺して隊士の離脱が相次ぎ、ついには半減してしまった。
松島湾に停泊中の旧幕府艦隊の榎本釜次郎は北進して蝦夷地に共に進もうと星を説得。ついに星、二関源治、荒井平之進以下の約250名は脱藩し、船に乗ることになった。
仙台藩は、衝撃隊の細谷十太夫に榎本艦隊の出航準備をさせており、細谷は仙台人の意地を蝦夷地で見せることを期待して脱藩額兵隊が旧幕府軍と共に蝦夷地に向かうことを後押しした。箱館戦争で、額兵隊は木古内で勇戦。最後まで戦い抜いた。